# Panton Beunot
Panton Beunot is een bestuurslaag in het regentschap Pidie van de provincie Atjeh, Indonesië. Panton Beunot telt 195 inwoners (volkstelling 2010).